# NGC 50
NGC 50 (również PGC 983) – galaktyka eliptyczna (E-S0), znajdująca się w gwiazdozbiorze Wieloryba. Odkrył ją Gaspare Ferrari w 1865 roku.
13 czerwca 2008 roku w ramach projektu CHASE została w niej odkryta supernowa SN 2008db.